# Jan Evert Lewe van Aduard (1745-1807)

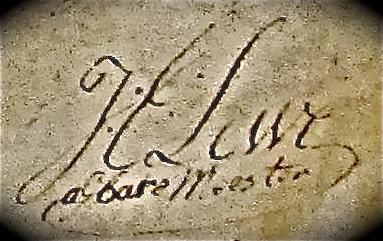
Handtekening van Jan Evert Lewe van Aduard

Jan Evert Lewe van Aduard (Doornik, 1745 - Den Haag, 1 maart 1807) was een Nederlands officier der infanterie, lid van de Hoge Militaire Vierschaar en vrijmetselaar.
Hij was zoon van generaal Berend Lewe van Aduard (1710-1791) en Catharina van Wijhe, vrouwe van Eschate (1722-1771). Jan Evert stierf ongehuwd.

## Militaire loopbaan
Na vijftig maanden luitenant geweest te zijn werd Lewe op 4 juni 1766 kapitein in het regiment van zijn vader, het bataljon B van het Regiment Nationalen Nr. 2. Hij diende onder kolonel-commandant Richard Andreas Ludolphi Gockinga. Op 2 september 1773 promoveerde hij tot majoor in hetzelfde regiment en bataljon en diende later onder kolonel-commandant Hendrik Ferdinand baron Lewe van Matenesse. Op 22 juni 1779 werd hij onder kolonel-commandant Coppe Jarges luitenant-kolonel van het bataljon A van het Regiment Nationalen Nr. 2. Lewe werd kolonel-commandant op 15 oktober 1787 in het regiment Nationalen nr. 2 van zijn vader, de generaal Berend baron Lewe van Aduard en na diens dood op 2 december 1791 onder luitenant-generaal Cornelis baron van Maneil. Lewe eindigde zijn carrière als generaal-majoor.

### Hoge Militaire Vierschaar
Lewe was als generaal-majoor lid van de Hoge Militaire Vierschaar, van 1802 tot aan zijn dood in 1807. De Hoge Militaire Vierschaar was de voorloper van het Hoog Militair Gerechtshof in Utrecht. Het college sprak ten tijde van de zittingsperiode van Lewe recht over leger en vloot. Het telde sinds de Staatsregeling van 1801 twaalf leden, namelijk vier legerofficieren, vier marineofficieren en vier juristen, die voor het leven benoembaar waren. Na het overlijden van Lewe werd op 2 maart 1807 generaal Broux in zijn plaats benoemd.

## Rol binnen de Nederlandse vrijmetselarij
Toen het regiment Nationalen nr. 2 in Bergen op Zoom gelegerd was (1767 - 1770), werd Lewe in de vrijmetselarij ingewijd in de loge L'Inséparable, die een groot aantal militairen als lid kende. Toen het regiment zich via Sluis  naar Groningen verplaatst had, sloot Lewe zich aan bij een groep vrijmetselaren, een zogenaamde vrijmetselaarskring, die een loge wilden oprichten. Op 4 december 1771 werd Jan Evert Lewe verkozen tot grootmeester van de kring. De oprichting van L'Union Provinciale betekende het begin van de vrijmetselarij in de provincie Groningen.